# Березняк (река)
Березняк (бывшая Пекша, Здериножка) — река в России, протекает в Чёбаковском сельском поселении Тутаевского района и Некрасовском сельском поселении Ярославского района Ярославской области. Впадает в Волгу (Горьковское водохранилище) в 2647 км по правому берегу от её устья. Длина реки составляет 11 км.
Населённые пункты у речки: Кобылино и рядом Кривандино, Шеломово, Дулово, Григорьевское, Щеглевское, Юрьево, Михайловский и Красный Холм. На южной окраине Григорьевского пересекает автотрассу Р151 «Ярославль — Рыбинск».

## Данные водного реестра
По данным государственного водного реестра России относится к Верхневолжскому бассейновому округу, водохозяйственный участок реки — Волга от Рыбинского гидроузла до города Кострома, без реки Кострома от истока до водомерного поста у деревни Исады, речной подбассейн реки — Волга ниже Рыбинского водохранилища до впадения Оки. Речной бассейн реки — (Верхняя) Волга до Куйбышевского водохранилища (без бассейна Оки).
Код объекта в государственном водном реестре — 08010300212110000010545.